# Афрички раптор
Афрички раптор (енгл. African Raptor) криптид је који наводно живи у џунглама Републике Конго.

## Опис афричког раптора

### У креационизму
Према ријечима креациониста афричког раптора је један од доказа постојања живи диносауруса. Они га описују као биће налик на тероподског диносауруса из породице Дромеосаура. Ово биће има оштре закривљене канџе на стопалима.

## Хронологија сусрета са овим бићем и виђења
- У новембру 2014. године на интернет порталима је почела кружи слика на којој се, према ријечима извора, виде локални људи из једног села у Републици Конго како стоје поред ухваћеног бића сличног диносаурусу врсте Велоцираптор монголиенсис (лат. Velociraptor mongoliensis), које је завезано на дрвеном столу. За ову фотографију је потврђено да је фотомонтажа[1]. На оригиналној фотографији из 2013. године (објављеној на интернет страници Би-Би-Сија) се види да је у ствари ухваћен гепард и да се поред њега налази коза коју је претходно убио[2]. Такође фотографија није усликана у Републици Конго, већ у Кенији.